# Almôndega

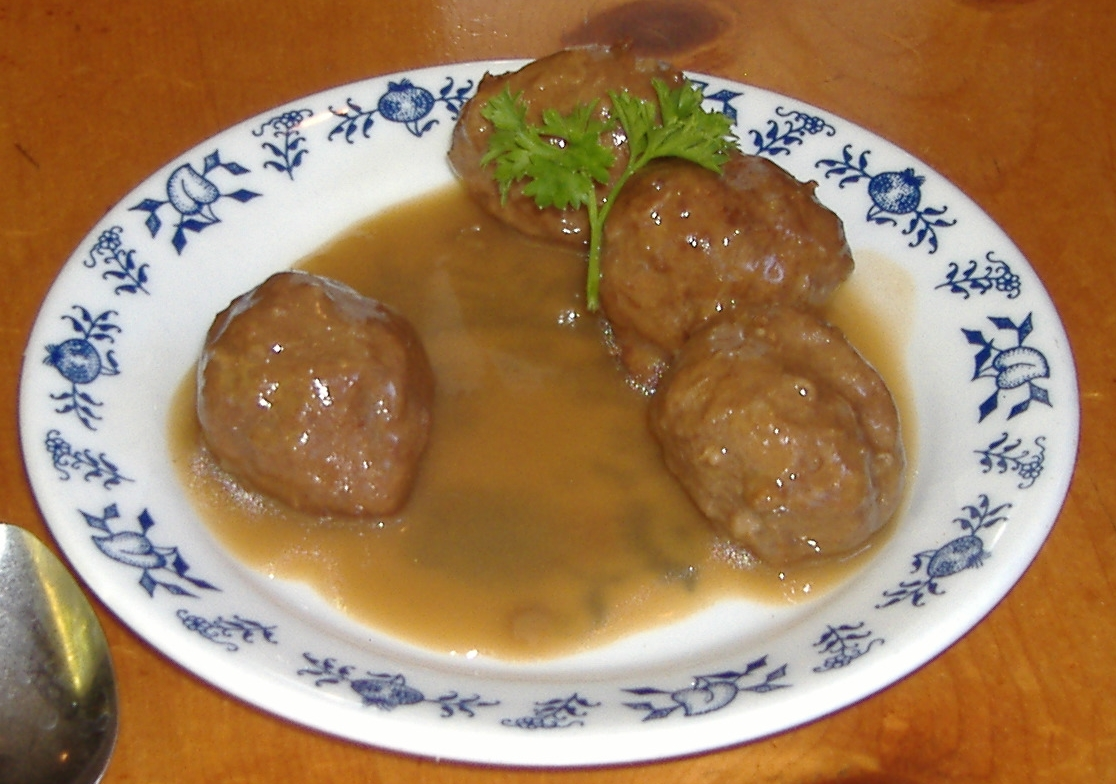
Almôndegas suecas

Almôndega, ou porpeta, é um prato cujo ingrediente principal é uma bola de carne magra moída (eventualmente substituída por proteína de soja) de aproximadamente 5 cm de diâmetro e servida, numa refeição, em várias unidades. Ela pode ser cozida, frita ou assada e sua receita ainda leva temperos e especiarias, além de um agente ligante, necessário para que o formato se mantenha até o momento do preparo do alimento.
No Brasil, o prato foi introduzido pelos portugueses, mas amplamente difundido pela tradição italiana, pois a "polpetta" (como é chamada na Itália ou por seus descendentes) é servida ao molho de tomate, misturada numa macarronada, no verdadeiro estilo "à italiana".

## História
A origem do nome "almôndega" é uma derivação do que os árabes chamavam de "al-búndiga" (“a bolinha”), pois tudo que tivesse a forma arredondada, era denominado de "búndiqa". O prato tem origem na região da antiga Pérsia no século XII, quando este povo desenvolveu o "koofthe" (a “carne moída” ovina). Com a invasão árabe na Ásia e na Europa, o prato foi sendo adaptado conforme a cultura e as condições de cada região. Por exemplo, no sul da Itália e em países norte-africanos, o tamanho das almondegas são da dimensão de bolas de gude. O prato, quando chegou na Espanha, ganhou o nome de "albóndiga" e ao invés de carne ovina, era feita de carne bovina e suína. Já em Portugal, recebeu o nome de almôndega, sendo servida com carne bovina ou de frango.